# Le Sap-André
Le Sap-André è un comune francese di 136 abitanti situato nel dipartimento dell'Orne nella regione della Normandia.

## Società

### Evoluzione demografica
Abitanti censiti